# Jean-Baptiste Gourion
Dom Jean-Baptiste Gourion (24. října 1934, Oran – 23. června 2005, Jeruzalém) byl alžírský katolický kněz a benediktinský mnich, opat kláštera v Abú Ghoš, který byl pomocným biskupem v Latinském patriarchátu jeruzalémském.